# Donald W. Treadgold
Donald Warren Treadgold (ur. 24 listopada 1922 w Silverton w stanie Oregon, zm. 13 grudnia 1994 w Seattle) – amerykański historyk, badacz dziejów Rosji, sowietolog. 

## Życiorys
Absolwent University of Oregon (licencjat 1943). W okresie II wojny światowej w armii amerykańskiej w Europie, awansował na kapitana pełniąc służbę w wywiadzie wojskowym. Studia kontynuował na Uniwersytecie Harvarda jako uczeń Michaela Karpovicha (magister 1947). W 1949 obronił doktorat pt. The growth and interrelations of political groups and parties in Russia, 1898–1906 na Uniwersytecie Oksfordzkim. W latach 1949–1993 profesor University of Washington w Seattle.
Zajmował się dziejami Rosji w XX wieku. Był redaktorem naczelnym „Slavic Review” i wspólnie z Peterem F. Sugarem był redaktorem generalnym siedmiu z dziesięciu tomów wydawnictwa A History of East Central Europe. Przewodniczył m.in. komisji akademickiej Instytutu Kennana i połączonej komisji slawistycznej American Council of Learned Societies.
Jego synem jest bizantynolog Warren Treadgold.

## Główne publikacje

### Książki autorskie
- Lenin and His Rivals: The Struggle for Russia's Future, 1898–1906, New York 1955.
- Twentieth Century Russia, Chicago 1959 (wyd. VIII zmienione przez autora: Boulder, CO 1995).
- The Great Siberian Migration: Government and Peasant in Resettlement, from Emancipation to the First World War, Princeton 1957.
- The West in Russia and China: Religious and Secular Thought in Modern Times, t. 1–2, Cambridge 1973.
- A History of Christianity, Belmont, MA 1979.
- Freedom: A History, New York 1990.
  - Przekład polski: Wolność. Zarys historii, tłum. Anna Soszyńska i Jacek Soszyński, Wydawnictwo Sejmowe, Warszawa 1996.

### Redakcje
- The Development of the USSR: An Exchange of Views, Seattle 1964.
- Soviet and Chinese Communism: Similarities and Differences, Seattle 1967.
- Gorbachev and the Soviet Future (z Lawrencem W. Lernerem), Boulder, CO 1988.
- Render unto Caesar: The Religious Sphere in World Politics (z Sabriną Ramet(inne języki)), Washington, DC 1995.